# Gabriela Rivero
Gabriela Rivero  (Mexikóváros, Mexikó, 1964. szeptember 15. –) mexikói színésznő, énekesnő.

## Élete és pályafutása
1964. szeptember 15-én született Mexikóvárosban. Karrierjét 1986-ban kezdte az El camino secreto című telenovellában. 1991-ben főszerepet játszott az Al filo de la muerte című sorozatban. Három gyermeke van: Gala, Lara és Maya.

## Filmográfia

### Telenovellák
- Válaszutak (Amor Dividido) (2022)... Rosaura Sánchez (magyar hangja:  Dudás Eszter)
- A múlt börtönében (2021)... Brenda Zermeño Carranza (magyar hangja:  Dudás Eszter)
- Silvia Pinal (2019)... Sonia
- Szerelem zálogba (Lo que la vida me robó) (2013-2014) ... Carlota Mendoza Sanromán (magyar hangja:  Kiss Erika)
- Utolsó vérig (El rostro de la venganza) (2012-2013) ... Laura Cruz 'Francisca'  (magyar hangja:  Dudás Eszter)
- Csók és csata (Corazón apasionado) (2011-2012) ... Teresa Rivas de Gómez (magyar hangja:  Kiss Erika)
- Pasión (2007) ... Fortunata
- Piel de otoño (2005) ... Lucrecia Durán
- Corazones al límite (2004) ... Sonia
- Sin ti (1997) ... Sagrario Molina de Luján / Sagrario Molina de Ysaguirre
- Carrusel de las Américas (1992) ... Maestra Jimena Fernández
- Al filo de la muerte (1991) ... Mariela Foret / Tracy Guzmán
- Körhinta (Carrusel) (1989) ... Maestra Jimena
- El camino secreto (1986) ... Julieta

### Színház
- Las quiero a las dos
- Cenicienta
- El carrusel mágico ... Maestra Jimena (1989)
- Don Juan Tenorio ... Doña Inés
- El mago de OZ ... Dorothy

### Film
- Una maestra con ángel (1994) .... Andrea Miranda

## Albumok
- El club de Gaby, Imaginación

1. Imaginación
2. El club de Gaby
3. Yo soy un taco
4. Sopa de letras
5. Hola
6. Cuento: "Jaimito y su cormillo de marfil"
7. Don Paco Muelas
8. Leer un libro
9. Mi amigo el dinosaurio
10. Cuento: "Estrellina"
11. Me gusto así
12. En medio de los sueños
13. Imaginación

- El club de Gaby, Al rescate

1. Obertura [Medley Del Album "La Imaginación"]
2. Jazz de las horas
3. Un bello lugar
4. Volar
5. Cuento Monarca: "La Mariposa"
6. Hip Hop de los colores
7. Cuento: "Abelina, La Abejita Bailarina"
8. El Zumbidito
9. Zoo (City Zoo)
10. Al rescate
11. Los planetas
12. Por siempre
13. El club de Gaby

- Ellas cantan a Cricri

1. El ratón vaquero ... Onda Vaselina
2. Llueve ... Mariana Garza
3. Di por que ... Bibi Gaytan
4. Caminito de la escuela ... Kabah
5. El ropavejero ... Alejandra Guzman
6. La cacería ... Alix
7. La maquinita ... Aracely Arambula
8. Baile de los muñecos ... Anahi
9. El teléfono ... Lissette
10. El perrito ... Gaby Rivero
11. La patita ... Angelica Vale
12. Ratoncitos paseadores ... Ivette és Ivonne
13. Canción de las brujas ... Calo